# Oswaldo Palencia
Oswaldo Palencia (1 de fevereiro de 1970) é um ex-futebolista venezuelano que atuava como atacante.

## Carreira
Oswaldo Palencia integrou a Seleção Venezuelana de Futebol na Copa América de 1997.